# 内特·布鲁克斯
内特·布鲁克斯（英語：Nate Brooks，1933年8月4日—2020年4月14日），美国男子拳击运动员。他曾代表美国参加1952年夏季奥林匹克运动会拳击比赛，获得一枚金牌。他在奥运后成为职业选手，并于1954年退役。